# The Eddy
The Eddy è una miniserie televisiva del 2020 creata da Jack Thorne.

## Trama
Elliot Udo, proprietario di un club jazz parigino, si trova coinvolto con pericolosi delinquenti, mentre lotta per difendere il locale, la sua band e la figlia adolescente.

## Produzione
Nel settembre 2017 Netflix annuncia una miniserie composta da otto episodi, creata da Jack Thorne e in parte diretta da Damien Chazelle, con Glen Ballard e Randy Kerber come compositori.

## Promozione
Il primo teaser trailer della miniserie viene diffuso il 27 febbraio 2020.

## Distribuzione
La miniserie è stata distribuita sulla piattaforma Netflix a partire dall'8 maggio 2020.